# Dead Man Walking (chanson)
Pour les articles homonymes, voir Dead Man Walking.
Singles de David Bowie
Little Wonder
(janvier 1997) Seven Years in Tibet
(août 1997)
Dead Man Walking est une chanson de David Bowie parue en 1997 sur l'album Earthling.
Elle est construite autour d'un riff de guitare offert à Bowie par Jimmy Page dans les années 1960. C'est la deuxième fois qu'il utilise ce riff, après The Supermen (1970).
Dead Man Walking est également éditée en single et se classe no 32 des ventes au Royaume-Uni.

## Musiciens
- David Bowie : chant, échantillonnage
- Reeves Gabrels : programmation, guitares, chœurs
- Mark Plati : boucles, percussions électroniques, programmation, échantillonnage
- Gail Ann Dorsey : basse, chœurs
- Zack Alford : batterie
- Mike Garson : claviers, piano